# Palaeosaurus
Palaeosaurus (o Paleosaurus) es un género de arcosaurio indeterminado conocido a partir de dos dientes encontrados en el Conglomerado de Magnesia o en el Relleno de fisuras de Avon de Clifton, Bristol, Inglaterra (originalmente Avon). Ha tenido una historia taxonómica complicada.
El error de Richard Owen de asociar los restos óseos de prosaurópodos con los dientes carnívoros que Riley y Stutchbury llamaron Palaeosaurus, combinado con el Teratosaurus minor de Friedrich von Huene, que también era una combinación de restos de carnívoros y prosaurópodos, llevó a los paleontólogos a considerar a los prosaurópodos como animales carnívoros por un largo tiempo. Este error apareció en varios libros de texto y otras obras de referencia sobre dinosaurios.

## Historia y clasificación

### sigloXIX

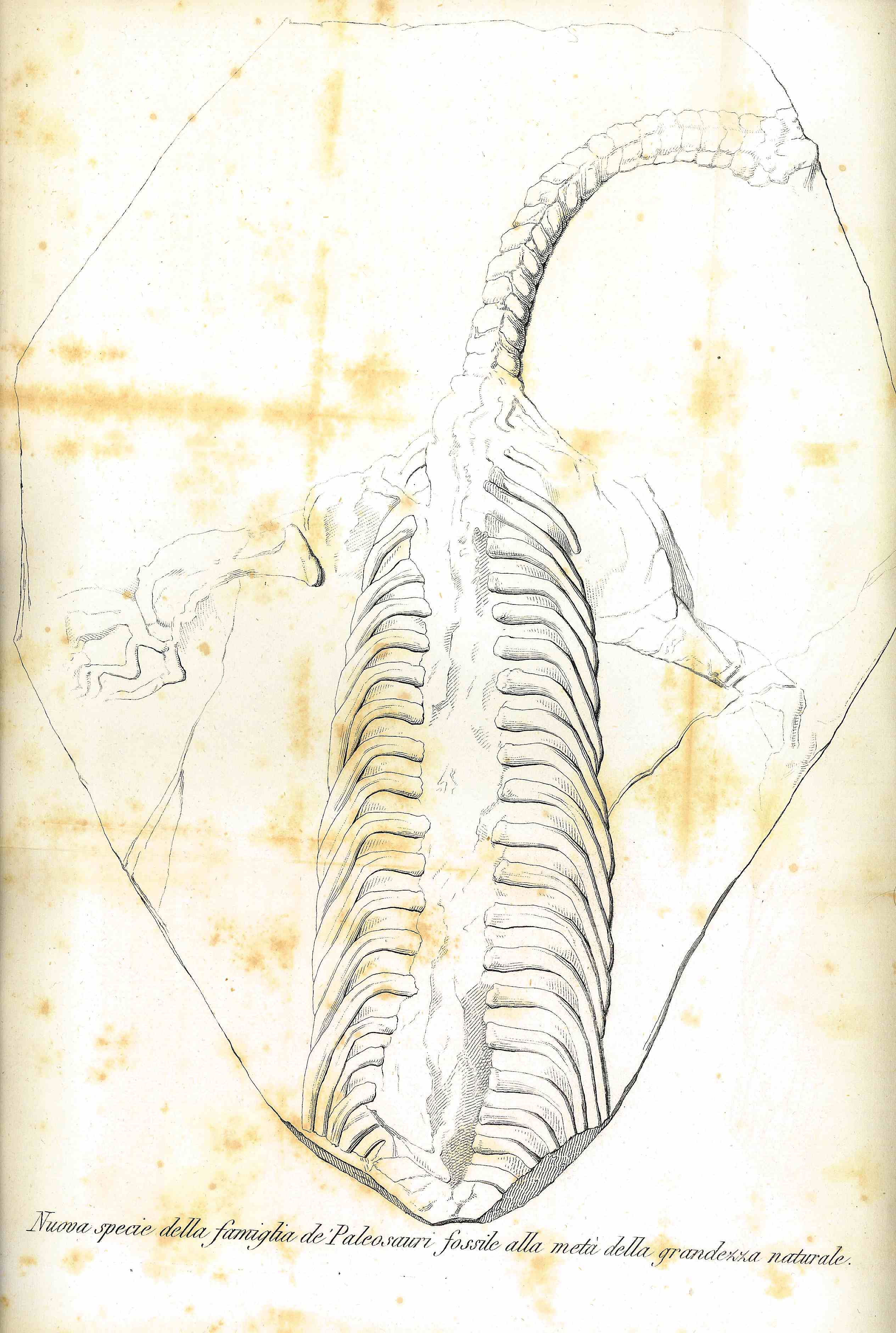
El dibujo más antiguo de un fósil con la leyenda Palaeosaurus que no pertenecía a Palaeosaurus. Este fósil se ha perdido desde entonces y probablemente pertenecía a un arcosaurio indeterminado separado de Palaeosaurus (dibujado en 1839 por Carlo Cattaneo para el primer número de "Il Politecnico")

En el otoño de 1834, el cirujano Henry Riley (1797-1848) y el curador de la Institución de Bristol, Samuel Stutchbury (15 de enero de 1798 - 12 de febrero de 1859), comenzaron a excavar restos de "saurios" en la cantera de Durdham Down., en Clifton, actualmente parte de Bristol, que es parte del Conglomerado de Magnesia. En 1834 y 1835, informaron brevemente sobre los hallazgos. Proporcionaron su descripción inicial en 1836, nombrando dos nuevos géneros: Palaeosaurus y Thecodontosaurus. En 1836, Riley y Stutchbury publicaron breve e informalmente sobre dos nuevos dientes fósiles (el diente holotipo de P. platyodon se incluye en BRSMG *Ca7448/3 y el diente holotipo de P. cylindrodon se incluye en BRSMG *Ca7449/4. Ambos ahora se enumeran en la última especie) que se encuentran en o cerca de la ciudad de Bristol, Inglaterra, a la que llamaron Palaeosaurus cylindrodon y Palaeosaurus platyodon. Riley y Stutchbury no pretendieron asignar estas especies al género de teleosáuridos de Saint-Hilaire; simplemente no sabían que se había utilizado el nombre. Thecodontosaurus también fue nombrado en esta publicación. Sólo en 1840 Riley y Stutchbury describen completamente sus dos especies de Palaeosaurus, cada una basada en un solo diente afilado del Período Triásico Tardío. Luego se corrigió la ortografía para leer Paleosaurus cylindrodon y Paleosaurus platyodon.
En 1842, Sir Richard Owen creó el nombre Dinosauria. En la misma publicación, intentó re-describir a Paleosaurus de Riley y Stutchbury y Thecodontosaurus, que no consideraba dinosaurios. Sin saber del cambio en la ortografía, volvió a cambiar el nombre a Palaeosaurus, y esta ortografía fue seguida por todos los autores posteriores hasta 1959. Owen asigna otros huesos a Palaeosaurus, que más tarde sería reclasificados como el dinosaurio prosaurópodo Thecodontosaurus. Al contrario de Owen, en 1870, Thomas Henry Huxley describió tanto a Thecodontosaurus como a Palaeosaurus como dinosaurios por primera vez. Consideró que Palaeosaurus platyodon era sinónimo de Thecodontosaurus antiquus, muy probablemente debido a los huesos de Thecodontosaurus que Owen asignó al género anterior. Sin embargo, Huxley consideró a P. cylindrodon como un terópodo carnívoro no relacionado.
El paleontólogo estadounidense Edward Drinker Cope nombró una tercera especie, Palaeosaurus fraserianus, en 1878, por un diente aislado encontrado en rocas del Triásico en Pensilvania. Hoy en día se considera que pertenecen a un dinosaurio sauropodomorfo indeterminado no relacionado con Palaeosaurus. En 1881, se crea una cuarta especie, Palaeosaurus stricklandi; estos ahora se reconocen como los de un fitosaurio.

### sigloXX
Von Huene, en 1908, reconoció que el diente de Palaeosaurus platyodon pertenecía a un fitosaurio y lo colocó en el nuevo género Rileya, formando la nueva combinación Rileya platyodon.
Uno de los dientes holotipo de P. cylindrodon, presumiblemente BRSMG *Ca7448/3, fue destruido durante la Segunda Guerra Mundial, en 1940. El otro diente sobrevive hasta el día de hoy.
En 1959 el paleontólogo alemán Oskar Kuhn, por primera vez desde 1840, reconoció que el género Palaeosaurus creado por Riley y Stutchbury en 1836 estaba preocupado y creó el nuevo nombre genérico Palaeosauriscus para contener Palaeosaurus cylindrodon y todas las demás especies que habían sido descritas previamente bajo Palaeosaurus.
En 1964, los especímenes mal clasificados de Owen hicieron que el estadounidense Edwin Harris Colbert clasificara los prosaurópodos en dos grupos: Palaeosauria, que incluía a Palaeosaurus y Teratosaurus, que se pensaba que era carnívoro debido a la naturaleza quimérica de Palaeosaurus; y Plateosauria, que incluía a Thecodontosaurus y Plateosaurus, que habían sido descritos con los cráneos correctos y, por lo tanto, se describieron correctamente como un grupo herbívoro.

### sigloXXI
Thecodontosaurus fue redescrito por un equipo de paleontólogos dirigido por Michael Benton en 2000, que colocó el material mal clasificado de Owen bajo el género Thecodontosaurus en lugar de Palaeosaurus, y esto todavía se sigue hoy. La mayoría de los huesos esqueléticos asignados a Palaeosaurus cylindrodon y P. platyodon también fueron reasignados a Thecodontosaurus. Los géneros Rileya y Palaeosauriscus, así como las especies Palaeosaurus cylindrodon y Palaeosaurus platyodon, fueron declarados nomina dubia.
En 2007, Peter Galton, al revisar los fósiles de arcosaurios de los hallazgos de Bristol de 1834, reafirmó la identificación de los dos dientes y húmeros de Palaeosaurus platyodon (Rileya) como pertenecientes a un fitosaurio, y consideró a P. cylindrodon (Palaeosauriscus) como un arcosaurio indeterminado. Estuvo de acuerdo con Benton en que Rileya es dudoso, pero sugirió que Palaeosauriscus puede ser válido, basándose en su diente ahora destruido con una "sección transversal subcircular y dentículos finos e inclinados oblicuamente".

### EfraasiaySellosaurus
En 1932, Von Huene asignó nuevo material a Palaeosaurus; numerosos huesos de prosaurópodos encontrados en Alemania. Debido a que los huesos de Thecodontosaurus de Owen fueron mal asignados a  Palaeosaurus se pensó que la especie era un prosaurópodo. Por lo tanto, Von Huene refirió su nueva especie a Palaeosaurus, creando el nombre P. diagnostica.
En 1973, Peter Galton, un paleontólogo británico, movió la especie a su propio género, creando la nueva combinación Efraasia diagnosticus. Durante varias décadas, la mayoría de los científicos consideraron a Efraasia como un sinónimo menor de Sellosaurus ; sin embargo, en 2003 Adam Yates, otro paleontólogo británico, redescribió los huesos asignados a Sellosaurus. Resucitó el género Efraasia para algunos de estos huesos, a los que también asignó los huesos que se habían descrito por primera vez como Teratosaurus minor (aunque omitió los dientes, que fueron reconocidos como no dinosaurios). Al igual que Galton en 1973, el Efraasia de Yates también incluía los restos anteriormente conocidos como Palaeosaurus diagnosticus, aunque a diferencia de Galton, Yates llama a la especie Efraasia minor, sinonimizando a ambas especies. E. minor tenía prioridad porque von Huene describió Teratosaurus minor varias páginas antes que Palaeosaurus diagnosticus en su publicación de 1908. Por lo tanto, el nombre minor tiene prioridad sobre diagnostica para esta especie.

### Especies
Especie tipo: "Palaeosaurus" cylindrodon (nomen dubium) Riley y Stutchbury 1836 (un arcosauromorfo indeterminado más tarde rebautizado como especie tipo de Palaeosauriscus cylindrodon, ya que Palaeosaurus estaba ya ocupado)
Otras especies:
- "Palaeosaurus" fraserianus (nomen dubium) Cope 1878 (un sauropodomorfo indeterminado más tarde rebautizado como Palaeosauriscus fraserianus)[6]
- "Palaeosaurus" platyodon (nomen dubium) Riley y Stutchbury 1836 (unfitosaurio[7] más tarde rebautizado como especie tipo del género Rileya)[9]
- "Palaeosaurus" stricklandi (nomen dubium) Davis 1881 (un fitosaurio indeterminado[7] luego transferido al género Palaeosauriscus)[10]
- "Palaeosaurus" diagnosticus Fraas, 1912 (alternativamente escrito P. diagnostica, descrito por Eberhard Fraas en 1912, y reclasificado como P.? diagnosticus por von Huenn en 1936; ahora asignado a Efraasia.